# Выша (Пензенская область)
Вы́ша — село в составе Кирилловского сельсовета Земетчинского района Пензенской области России.
Село расположено на берегу реки Выша в 12 км к юго-западу от центра совета села Кириллова и в 36 км к северу от районного центра пгт Земетчино.

## История
Основано около 1700 года как пристань, с которой сплавлялся лес. В конце XIX — начале XX века село входило в состав Кирилловской волости Спасского уезда Тамбовской губернии. В 1858 году в деревне было 43 двора, в 1882 — 79, земельный надел общий с деревней Русская Поляна. В деревне Выша — 43 рабочих лошади, 140 коров; 18 дворов занимались пчеловодством (326 ульев), в двух дворах — сады (140 плодовых деревьев). В 1913 году в селе — церковно приходская школа. 
С 1928 года село являлось центром сельсовета в составе Керенского района Пензенского округа Средне-Волжской области. В 1941 — 1958 годах село входило в состав Салтыковского района Пензенской области, располагалась центральная усадьба колхоза имени Жданова. С 1958 года в составе Кирилловского сельсовета Земетчинского района.
На 1.1.2004 — 84 хозяйства, 172 жителя.

## Население
| 1862 | 1882 | 1897 | 1913 | 1926 | 1930 | 1939 |
| ---- | ---- | ---- | ---- | ---- | ---- | ---- |
| 331  | ↗528 | ↗676 | ↗909 | ↗980 | ↘910 | ↘898 |
| 1959 | 1979 | 1989 | 1996 | 2002 | 2004 | 2010 |
| ↘694 | ↘447 | ↘307 | ↘283 | ↘182 | ↘172 | ↘99  |